# Alexandru Bratan
Alexandru Bratan (* 23. August 1977 in Cahul) ist ein ehemaliger moldauischer Gewichtheber.

## Karriere
Bratan erreichte 1997 bei den Europameisterschaften den achten und bei den Weltmeisterschaften den neunten Platz in der Klasse bis 99 kg. 1998 wurde er bei den Europameisterschaften Vierter in der Klasse bis 105 kg. Bei den Weltmeisterschaften 1999 erreichte er den sechsten Platz. 2000 nahm er an den Olympischen Spielen in Sydney teil, bei denen er Sechster wurde. Bei den Weltmeisterschaften 2001 wurde er Vierter im Zweikampf und gewann Silber im Reißen und Bronze im Stoßen.
2004 gewann Bratan bei den Europameisterschaften die Bronzemedaille. Bei den Olympischen Spielen in Athen wurde er im selben Jahr Vierter. Bei den Weltmeisterschaften 2005 wurde er Vize-Weltmeister. 2006 war er bei den Europameisterschaften Dritter. Wegen eines Dopingverstoßes wurde er allerdings disqualifiziert und lebenslang gesperrt.
Sein Bruder Eugen Bratan war ebenfalls Gewichtheber.